# Масерија Цајно (Потенца)
Масерија Цајно (итал. Masseria Zaino) је насеље у Италији у округу Потенца, региону Базиликата.
Према процени из 2011. у насељу је живело 44 становника. Насеље се налази на надморској висини од 917 м.